# Copper-Gletscher
Der Copper-Gletscher ist ein Gletscher im US-Bundesstaat Alaska an der Nordflanke der Wrangell Mountains.

## Geografie
Der 19 km lange und 1,3 km breite Talgletscher hat sein Nährgebiet auf einer Höhe von 2300 m zwischen Mount Wrangell im Westen und Mount Jarvis im Osten. Der Copper-Gletscher strömt in nördlicher Richtung und endet auf einer Höhe von ungefähr 1100 m. Die Gletscherzunge bildet die Quelle des Copper River. Der Mount Sanford erhebt sich westlich des Gletschers. Der Copper-Gletscher ist im Rückzug begriffen.